# 長久保初枝
長久保 初枝（ながくぼ はつえ、1935年7月27日 - ）は、日本の元スピードスケート選手。旧姓・高見沢。長野県南佐久郡南牧村出身。日本女子スピードスケート黎明期の第一人者。冬季オリンピックに2大会連続で出場し、インスブルック大会では夫・文雄とともに夫婦で五輪出場を果たして話題になった。

## 経歴
- 南佐久実業高校から専修大学短期大学部に進み、1954年から全日本スピードスケート選手権大会3連覇、1956年の第25回大会では全種目日本新記録をマークし完全優勝。
- 卒業後、東洋レーヨンに入社。スコーバレーオリンピックに出場し、3000m4位、500m・1000m5位入賞。その後、専修大学出身で同五輪に出場した長久保文雄と結婚。
- 1964年のインスブルックオリンピックでは冬季五輪では史上初となる夫婦日本代表の快挙を果たす。当時妊娠3ヶ月であったが3000m6位入賞を果たす。
- 引退後は夫婦で会社を立ち上げ、1998年長野オリンピックでは開会式の五輪旗入場の8人のメンバーとして登場した[1]。長野パラリンピックでは夫婦でアイススレッジスピードレースのコーチとして活躍した[2]。